# Mekambo
Mekambo är en ort i Gabon. Den ligger i provinsen Ogooué-Ivindo, i den nordöstra delen av landet, 500 km öster om huvudstaden Libreville. Antalet invånare är 6 744.